# Księstwo oławskie

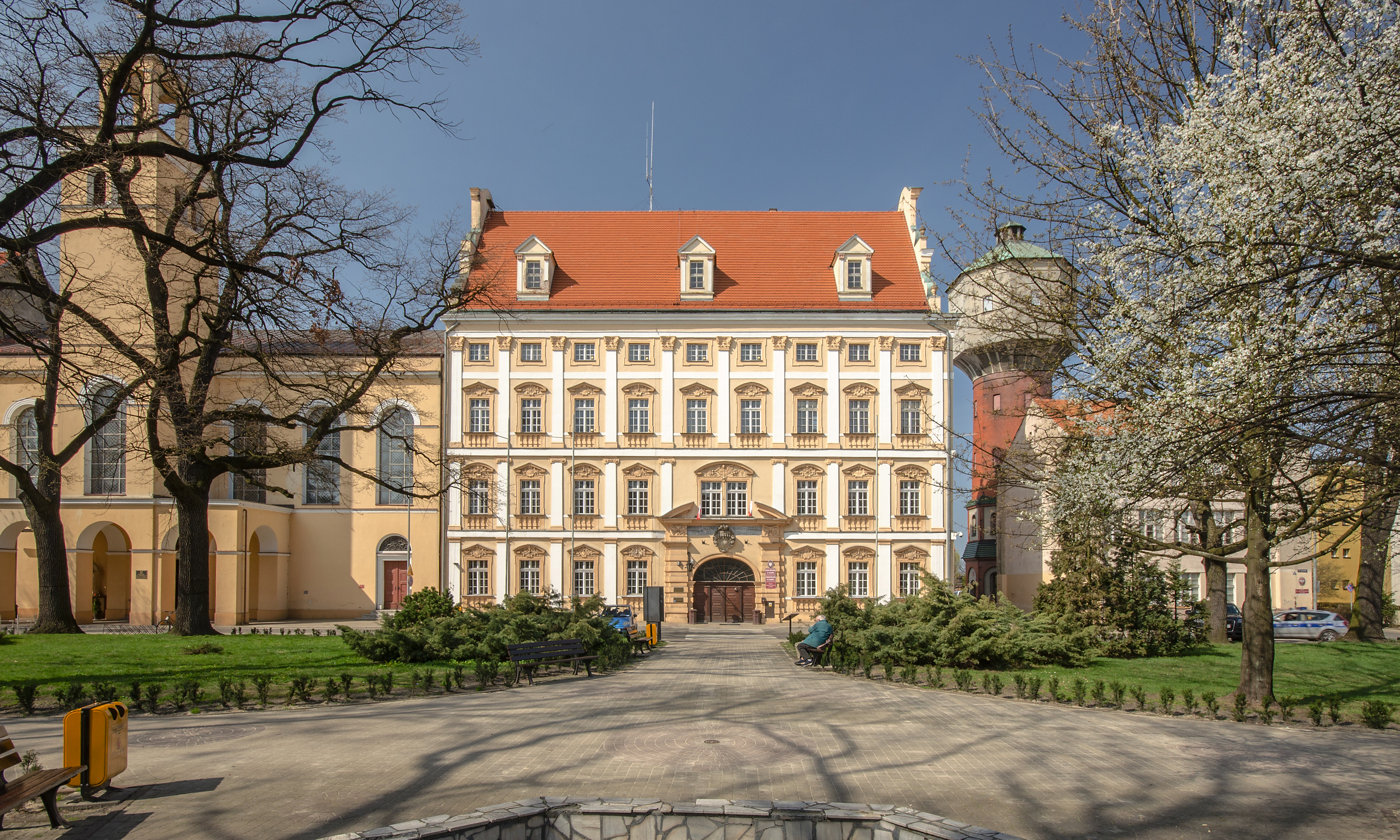
Zamek Piastowski w Oławie

Księstwo oławskie (niem. Herzogtum Ohlau, cz. Olavské knížectví) –  historyczne piastowskie księstwo dzielnicowe na Dolnym Śląsku ze stolicą w Oławie. 
Księstwo oławskie, które istniało w latach 1348–1675, było jednym z obszarów wydzielonych z księstwa legnickiego. Władali nim Piastowie śląscy, którym służył także jako uposażenie wdów.
Na początku XIV w. w 1311 powstało księstwo brzeskie. Z tego księstwa obszar ze stolicą w Oławie wydzielił w 1337 ks. Bolesław III Rozrzutny (1292–1352), oddając je swemu suwerenowi, królowi Janowi Luksemburskiemu w zastaw za dług 700 grzywien. Syn Bolesława, książę Ludwik I brzeski (1321–1398) zainicjował budowę książęcej rezydencji – zamku w Oławie. Tytuł księcia oławskiego pojawił się w 1400, kiedy synowie Henryka VII: Henryk IX i Ludwik podzielili ojcowiznę. Henryk IX otrzymał Chojnów, Lubin i Oławę, a Ludwik Brzeg. Tytuł ten znajduje się również w dokumencie Wacława i Ludwika III w 1420. Trzej synowie Henryka IX: Rupert II lubiński, Wacław oławski i Ludwik III lubiński, tytułowali się jako panowie Oławy. 
W 1691 Jakub Ludwik Sobieski (1667–1737) ożenił się z Jadwigą Elżbietą z Palatynatu, która w posagu wniosła księstwo oławskie. W 1719 Jakub znalazł się w niełasce u cesarza Karola VI Habsburga z powodu  ślubu jego córki Marii Klementyny z Jakubem Stuartem, przez co utracił księstwo oławskie, które odzyskał i przebywał w nim w latach w 1722–1734.

## Władcy
- Ludwik I brzeski (1321–1398), syn Bolesława III Rozrzutnego
- Henryk VII z Blizną (1345–1399), syn Ludwika I
- Henryk IX lubiński (1368-1420), syn Henryka VII
- Rupert II lubiński (1396-1431), syn Henryka IX
- Wacław oławski (1400-1423), syn Henryka IX
- Ludwik III lubiński (1405-1441), syn Henryka IX[3]
- Małgorzata opolska (zm. 1454), żona  Ludwika III
- Wacław I legnicki (1318-1364), syn Bolesława III
- Ludwik II brzeski (1385-1436), syn Henryk VII z Blizną
- Ludwik III lubiński (1405-1441), syn  Henryka IX
- Jan I lubiński (1425–1453), syn  Ludwika III
- Fryderyk I legnicki (1446–1488), syn Jana I
- Fryderyk II legnicki (1480–1547), syn Fryderyka I
- Jerzy II brzeski (1523–1586), syn Fryderyka II
- Joachim Fryderyk (1550–1602), syn Jerzego II
- Jan Chrystian brzeski (1591–1639), syn Joachima Fryderyka
- Chrystian legnicki (1618–1672), syn Jana Chrystiana
- Jerzy Wilhelm legnicki (1660-1675), syn Chrystiana
- Karolina Piastówna (1652–1707), córka Chrystiana
- Jan Jerzy oławski (1552–1592), syn Jerzego II
- Anna Anhalcka (1561–1605), żona Joachima Fryderyka
- Jakub Ludwik Sobieski (1667–1737), syn Jana Sobieskiego